# 아이자와 히로야스
아이자와 히로야스(일본어: 会沢 仁康, あいざわ ひろやす, 1961년 3월 1일 ~ )는 일본의 스키 점프 선수이다. 1979년 세계 주니어 선수권 대회에서 노멀힐 동메달을 획득하였고, 1980년 동계 올림픽에 참가하였다.